# كامبونغ تشام (مدينة)
كامبونج تشام (بالإنجليزية: Kampong Cham)‏ هي مدينة، تتبع Kampong Cham Municipality ‏، هي عاصمة مقاطعة كامبونغ تشام، بلغ عدد سكانها 118242 نسمة.

## المناخ
يظهر الجدول التالي التغييرات المناخية على مدار السنة لكامبونج تشام:
| البيانات المناخية لـكامبونج تشام            | البيانات المناخية لـكامبونج تشام | البيانات المناخية لـكامبونج تشام | البيانات المناخية لـكامبونج تشام | البيانات المناخية لـكامبونج تشام | البيانات المناخية لـكامبونج تشام | البيانات المناخية لـكامبونج تشام | البيانات المناخية لـكامبونج تشام | البيانات المناخية لـكامبونج تشام | البيانات المناخية لـكامبونج تشام | البيانات المناخية لـكامبونج تشام | البيانات المناخية لـكامبونج تشام | البيانات المناخية لـكامبونج تشام | البيانات المناخية لـكامبونج تشام |
| الشهر                                       | يناير                            | فبراير                           | مارس                             | أبريل                            | مايو                             | يونيو                            | يوليو                            | أغسطس                            | سبتمبر                           | أكتوبر                           | نوفمبر                           | ديسمبر                           | المعدل السنوي                    |
| ------------------------------------------- | -------------------------------- | -------------------------------- | -------------------------------- | -------------------------------- | -------------------------------- | -------------------------------- | -------------------------------- | -------------------------------- | -------------------------------- | -------------------------------- | -------------------------------- | -------------------------------- | -------------------------------- |
| الدرجة القصوى °م (°ف)                       | 35 (95)                          | 37 (99)                          | 38 (100)                         | 39 (102)                         | 37 (99)                          | 36 (97)                          | 37 (99)                          | 35 (95)                          | 34 (93)                          | 34 (93)                          | 33 (91)                          | 35 (95)                          | 39 (102)                         |
| متوسط درجة الحرارة الكبرى °م (°ف)           | 31.5 (88.7)                      | 32.9 (91.2)                      | 34.1 (93.4)                      | 34.7 (94.5)                      | 33.5 (92.3)                      | 32.2 (90.0)                      | 31.4 (88.5)                      | 31.5 (88.7)                      | 31.1 (88.0)                      | 30.8 (87.4)                      | 30.8 (87.4)                      | 30.7 (87.3)                      | 32.1 (89.8)                      |
| المتوسط اليومي °م (°ف)                      | 26.1 (79.0)                      | 27.4 (81.3)                      | 29.5 (85.1)                      | 29.7 (85.5)                      | 29.1 (84.4)                      | 28.1 (82.6)                      | 27.6 (81.7)                      | 27.7 (81.9)                      | 27.4 (81.3)                      | 27.1 (80.8)                      | 26.7 (80.1)                      | 26.1 (79.0)                      | 27.7 (81.9)                      |
| متوسط درجة الحرارة الصغرى °م (°ف)           | 20.8 (69.4)                      | 21.9 (71.4)                      | 25.0 (77.0)                      | 24.8 (76.6)                      | 24.7 (76.5)                      | 24.1 (75.4)                      | 23.9 (75.0)                      | 24.0 (75.2)                      | 23.8 (74.8)                      | 23.5 (74.3)                      | 22.7 (72.9)                      | 21.5 (70.7)                      | 23.4 (74.1)                      |
| أدنى درجة حرارة °م (°ف)                     | 10 (50)                          | 10 (50)                          | 18 (64)                          | 20 (68)                          | 20 (68)                          | 21 (70)                          | 20 (68)                          | 21 (70)                          | 21 (70)                          | 18 (64)                          | 16 (61)                          | 11 (52)                          | 10 (50)                          |
| الهطول مم (إنش)                             | 4 (0.2)                          | 5 (0.2)                          | 33 (1.3)                         | 86 (3.4)                         | 242 (9.5)                        | 228 (9.0)                        | 224 (8.8)                        | 271 (10.7)                       | 263 (10.4)                       | 247 (9.7)                        | 106 (4.2)                        | 12 (0.5)                         | 1٬721 (67.9)                     |
| متوسط الرطوبة النسبية (%)                   | 67                               | 66                               | 66                               | 68                               | 76                               | 79                               | 79                               | 81                               | 83                               | 81                               | 76                               | 72                               | 75                               |
| المصدر #1: Climate-Data.org (temp & precip) |                                  |                                  |                                  |                                  |                                  |                                  |                                  |                                  |                                  |                                  |                                  |                                  |                                  |
| المصدر #2: Weatherbase (humidity)           |                                  |                                  |                                  |                                  |                                  |                                  |                                  |                                  |                                  |                                  |                                  |                                  |                                  |